# 1052
1052 (MLII) var ett skottår som började en onsdag i den julianska kalendern.

## Händelser

### Okänt datum
- Hertigdömet Gascogne blir en del av Akvitanien.
- Gunhild Anundsdotter grundar ett kloster i Gudhem.

## Födda
- 23 maj – Filip I, kung av Frankrike 1060–1108.
- Skule Tostesson, norsk jarl (död 1090 i Norge).

## Avlidna
- 6 mars – Emma av Normandie, drottning av England 1002–1013 och 1014–1016 (gift med Ethelred den villrådige) och 1017–1035, av Danmark 1018–1035 samt av Norge 1028–1035 (gift med Knut den store)